# Hmeimim
Hmeimim hoặc Humaymim (tiếng Ả Rập: حميميم) là một ngôi làng Syria ở quận Jableh thuộc tỉnh Latakia. Theo Cục Thống kê Trung ương Syria (CBS), Hmeimim có dân số 3.701 người trong cuộc điều tra dân số năm 2004.
Khu vực này có căn cứ không quân Khmeimim do Nga điều hành.